# Trend (statistiek)
Een trend of (wiskundig geformuleerd) trendlijn is het geschatte verloop van een bepaalde ontwikkeling, vaak gebaseerd op historische data.
Een trendlijn tracht de langere termijnbeweging als van een periode weer te geven. Deze trendlijn kan bijvoorbeeld geëxtrapoleerd worden op basis van beschikbare data. Vaak wordt daarbij gebruikgemaakt van regressie-analyse. Een trend kan zowel stijgend als dalend zijn.